# Batalla de Blair Mountain
La batalla de Blair Mountain fue el levantamiento obrero más grande en la historia de Estados Unidos y es el levantamiento armado más grande desde la guerra civil estadounidense. El conflicto ocurrió en el condado de Logan, Virginia Occidental, como parte de las Guerras del Carbón, una serie de disputas laborales de principios del siglo XX en la región de los Apalaches.
Durante cinco días, desde finales de agosto hasta principios de septiembre de 1921, unos 10.000 mineros armados se enfrentaron a 3.000 agentes de la ley y esquiroles (conocidos como los Defensores de Logan)que fueron respaldados por los propietarios de las minas de carbón durante el intento de los mineros de sindicalizar los yacimientos de carbón del suroeste de Virginia Occidental cuando aumentaron las tensiones entre los trabajadores y la dirección de la mina. La batalla terminó tras haberse disparado aproximadamente un millón de balas, y de que el Ejército de los Estados Unidos, representado por la Guardia Nacional del Ejército de Virginia Occidental, interviniera por orden presidencial.

## Contexto
Desde la fundación del sindicato United Mine Workers en 1890, las minas de carbón del condado de Mingo, Virginia Occidental y sus alrededores contrataron únicamente a trabajadores no afiliados al sindicato, y aplicaron estrictamente contratos de empleo que incluían la afiliación sindical como motivo de despido inmediato.Como los mineros de la zona vivían casi exclusivamente en ciudades propiedad de las empresas, los despidos implicaron el desalojo de muchas familias. En 1920, el nuevo presidente de la UMW, John L. Lewis, buscó sindicalizar la zona, tras una resistencia de tres décadas. Estaba bajo una presión cada vez mayor para hacerlo tanto por parte de los mineros de otros lugares, que participaban en la huelga del carbón de 1919, como de los operadores de minas sindicalizadas que ahora sufrían por la competencia de las minas de Virginia Occidental.
Este impulso a la sindicalización incluyó esfuerzos de Mother Jones, quien pronunció apasionados discursos a la edad de 83 años, y Frank Keeney, presidente del distrito sindical local.Más de 3.000 mineros del condado de Mingo se unieron al sindicato y fueron despedidos de inmediato.Las compañías del carbón contrataron a la Agencia de Detectives Baldwin-Felts para desalojar a las familias.
El 19 de mayo de 1920, una docena de detectives de Baldwin-Felts, llegaron a Matewan en el condado de Mingo. Los agentes eran represores de sindicatos que tenían reputación de usar la violencia contra grupos sindicales. Además, habían sido responsables de la Masacre de Ludlow de 1914 en Colorado. Esa tarde, Albert y Lee Felts, responsables de la agencia, junto con otros 11 hombres, partieron hacia la propiedad de Stone Mountain Coal Co. La primera familia que pretendían desalojar fue una mujer y sus hijos; el marido no estaba en casa en ese momento. Los obligaron a salir a punta de pistola y arrojaron sus pertenencias a la calle bajo la lluvia. Los mineros que presenciaron la escena se pusieron furiosos y enviaron un mensaje a la ciudad.
Cuando los agentes se dirigieron hacia la estación de tren para abandonar la ciudad, el jefe de policía Sid Hatfield y un grupo de mineros indigados los interceptaron y les dijeron que estaban bajo arresto. Albert Felts respondió que tenía una orden de arresto contra Hatfield. El alcalde, Cabell Testerman, fue alertado de la situación y acudió al lugar. Testerman pidió ver la orden judicial y después de revisarla exclamó: "Esta es una orden judicial falsa". Tras estas palabras, se desató un tiroteo en el que fueron asesinados Testerman, Albert Felts, Lee Felts y otros ocho hombres (tres vecinos de la ciudad y siete agentes).
Este tiroteo fue conocido como la Masacre de Matewan, y su significado simbólico fue enorme para los mineros. La aparentemente invencible agencia de detectives Baldwin–Felts había sido derrotada. El jefe Sid Hatfield se convirtió inmediatamente en un héroe para los mineros sindicalistas, y en un símbolo de esperanza de que la opresión de los propietarios de las minas y sus sicarios pudiera ser derrocada. Durante todo el verano y hasta el otoño de 1920, el sindicato fue ganando fuerza en el condado de Mingo. Se produjeron tiroteos esporádicos a lo largo del río Tug. A finales de junio, la policía estatal bajo el mando del capitán Brockus allanó la colonia de tiendas de campaña de Lick Creek, cerca de Williamson. Los mineros dispararon contra los hombres de Brockus y, en respuesta, la policía estatal devolvió los disparos y realizó varias detenciones. Además, los policías rompieron las tiendas de lona y las pertenencias de las familias mineras. Ambos bandos fueron adquiriendo armas y Sid Hatfield continuó alimentando la resistencia.
El 26 de enero de 1921 comenzó el juicio a Hatfield por el asesinato de Albert Felts. Tuvo un gran impacto mediático y atrajo mucha atención hacia la causa de los mineros. El estatus mítico de Hatfield fue creciendo a medida que avanzaba el juicio. Finalmente, todos los acusados fueron absueltos. Sin embargo, el sindicato se enfrentaba a importantes reveses. El ochenta por ciento de las minas habían reabierto con reemplazos importados y esquiroles que firmaron contratos de “perro amarillo” para volver a trabajar. A mediados de mayo de 1921, los mineros sindicalizados lanzaron un ataque a gran escala contra las minas no sindicalizadas. En poco tiempo el conflicto había consumido todo el valle del río Tug. Esta "Batalla de los Tres Días" finalmente terminó la implementación de la ley marcial. Desde el principio, los mineros percibieron que la aplicación de la ley marcial no era imparcial. Cientos de mineros fueron arrestados y la más pequeña de las infracciones podía significar prisión, mientras que aquellos del lado de "la ley y el orden" eran considerados inmunes. Los mineros respondieron con tácticas de guerrilla y sabotaje.
En medio de esta tensa situación, Hatfield viajó al condado de McDowell el 1 de agosto de 1921 para ser juzgado con cargos de dinamitar una tolva de carbón. Junto con él viajó un amigo, Ed Chambers, y sus esposas. Mientras subían las escaleras del juzgado, desarmados y flanqueados por sus esposas, un grupo de agentes de Baldwin-Felts que estaban en lo alto de las escaleras abrieron fuego. Hatfield murió instantáneamente. Chambers fue acribillado a balazos y rodó hasta el final de las escaleras. Uno de los agentes corrió por las escaleras y le disparó a Chambers una vez más, a quemarropa en la nuca. Los cuerpos de Hatfield y Chambers fueron devueltos a Matewan y la noticia de los asesinatos se extendió por las montañas.
Los mineros, encolerizados por el asesinato y sabiendo que los responsables escaparían del castigo, comenzaron a tomar las armas y a abandonar sus asentamientos en las montañas. Se organizaron a lo largo del río Little Coal y comenzaron acciones de vigilancia. El sheriff Don Chafin del condado de Logan envió tropas a la zona de Little Coal River, donde mineros armados capturaron a los soldados, los desarmaron y los hicieron huir.
El 7 de agosto de 1921, los líderes del Distrito 17 de los Trabajadores Mineros Unidos (UMW), que abarcaba gran parte del sur de Virginia Occidental, convocaron una manifestación en el capitolio estatal en Charleston. Los líderes sindicales Frank Keeney y Fred Mooney se reunieron con el gobernador Ephraim Morgan para presentarle una petición con las demandas de los mineros. Cuando Morgan rechazó las demandas, los trabajadores se inquietaron más y comenzaron a hablar de una marcha sobre Mingo para liberar a los mineros confinados, poner fin a la ley marcial y sindicalizar el condado. Pero Blair Mountain, el condado de Logan y el sheriff Chafin se interponían en su camino.

## Batalla
En una manifestación realizada el 7 de agosto, Mary Harris "Mother" Jones pidió a los mineros que no marcharan a los condados de Logan y Mingo y crearan el sindicato por la fuerza. Temía un baño de sangre en una batalla entre fuerzas sindicales, escasamente organizadas y los agentes del condado de Logan, fuertemente armados. Sin embargo, sintiendo que Morgan les había mentido otra vez, mineros armados comenzaron a reunirse en Lens Creek Mountain, cerca de Marmet en el condado de Kanawha, el 20 de agosto. Cuatro días después, se estima que 13.000 trabajadores se habían reunido y comenzaron a marchar hacia el condado de Logan. Impacientes por llegar a la lucha, los mineros cerca de St. Albans, en el condado de Kanawha, requisaron un tren de carga de Chesapeake y Ohio, rebautizado por los mineros como "Blue Steel Special", para reunirse con la columna avanzada de manifestantes en Danville en el condado de Boone en su camino a "Bloody Mingo". Los líderes Keeney y Mooney huyeron a Ohio y Bill Blizzard asumió el liderazgo de los mineros. Mientras tanto, el sheriff antisindical Chafin había comenzado a establecer defensas en Blair Mountain. Recibió apoyo financiero de la Asociación de Operadores de Carbón del Condado de Logan, creando la fuerza armada privada más grande del país, con casi 2.000 integrantes.
Las primeras escaramuzas tuvieron lugar en la mañana del 25 de agosto, cuando la mayor parte de los mineros todavía se encontraban a 24 km de distancia. Al día siguiente, el presidente Warren G. Harding amenazó con enviar tropas federales y bombarderos Martin MB-1 del ejército. Después de una larga reunión en Madison, sede del condado de Boone, los mineros fueron convencidos de regresar a casa. Pero la lucha estaba lejos de terminar. Tras pasar días reuniendo su ejército privado, Chafin no se resignó a perder su oportunidad de poner fin a los intentos del sindicato de organizar las minas de carbón del condado de Logan. Abundaron los rumores de que los hombres de Chafin habían disparado contra simpatizantes del sindicato en la ciudad de Sharples, al norte de Blair Mountain y que las familias habían quedado atrapadas en el fuego cruzado durante las escaramuzas. Enfurecidos, los mineros regresaron a Blair Mountain, muchos de ellos viajando en trenes requisados.
Para el 29 de agosto la batalla ya estaba en pleno apogeo. Los hombres de Chafin, aunque inferiores en número, tenían la ventaja de posiciones elevadas y mejor armamento. Se contrataron aviones privados para lanzar bombas caseras sobre los mineros. Una combinación de gas venenoso y bombas explosivas sobrantes de la Primera Guerra Mundial fueron lanzadas en varios lugares cerca de las ciudades de Jeffery, Sharples y Blair..Por órdenes del general Billy Mitchell, también se utilizaron bombarderos del ejército de Maryland para vigilancia aérea. Un bombardero Martin se estrelló durante su vuelo de regreso, matando a cuatro de los cinco miembros de la tripulación.
El 30 de agosto, Morgan nombró al coronel William Eubanks, de la Guardia Nacional de Virginia Occidental, para liderar las fuerzas gubernamentales que se enfrentaban a los mineros. Los tiroteos esporádicos continuaron durante una semana, y en algunos momentos los mineros estuvieron cerca llegar a la ciudad de Logan. Ambos bandos emplearon ametralladoras Gatling. Tres de los hombres de Chafin, dos voluntarios y un ayudante del sheriff, murieron, y un minero resultó fatalmente herido.
Las tropas federales llegaron el 2 de septiembre. Los mineros, muchos de los cuales eran veteranos, no estaban dispuestos a disparar contra las tropas estadounidenses. Bill Blizzard ordenó a los mineros que regresaran a casa al día siguiente. Los que temían ir a la cárcel y que les confiscaran sus armas escondieron rifles y pistolas en el bosque antes de abandonar el condado. Algunas de estas armas han sido encontradas décadas más tarde y han ayudado a los arqueólogos a reconstruir el transcurso de la lucha.
Tras la batalla, 985 mineros fueron acusados de asesinato, conspiración para cometer asesinato, complicidad en asesinato y traición contra el Estado de Virginia Occidental. Aunque la mayoría fueron absueltos por jurados populares, otros fueron encarcelados por hasta cuatro años, y el último condenado recibió la libertad condicional en 1925. En el juicio de Blizzard, una bomba sin explotar se utilizó como evidencia de la brutalidad del gobierno y las empresas, y el líder sindical fue absuelto.

## Legado
El efecto inmediato de la batalla fue una victoria abrumadora para los propietarios y la gerencia de la industria del carbón. El número de afiliados de United Mine Workers of America (UMWA) se desplomó de más de 50.000 mineros a aproximadamente 10.000 en los siguientes años, y no se recuperó en Virginia Occidental hasta 1935, tras la Gran Depresión y el comienzo del New Deal.
A largo plazo, la batalla aumentó la conciencia sobre las terribles condiciones que sufrían los mineros en los peligrosos yacimientos de carbón de Virginia Occidental. También condujo a un cambio en las tácticas sindicales en las batallas políticas para conseguir que la ley estuviera del lado de los trabajadores, enfrentándose a una dirección abusiva. Esto finalmente resultó en una gran victoria sindical unos años más tarde durante el New Deal en 1933. Eso, a su vez, llevó a que la UMWA ayudara a organizar muchos sindicatos más conocidos, como los Trabajadores del Acero a mediados de los años treinta, y estimuló la creación de afiliaciones sindicales y organizaciones paraguas, como la Federación Estadounidense del Trabajo (AFL) y el Congreso de Organizaciones Industriales (CIO).